# 100 mètres masculin aux championnats du monde d'athlétisme 1991
Navigation
Rome 1987 Stuttgart 1993
L'épreuve du 100 mètres masculin des championnats du monde d'athlétisme 1991 s'est déroulée les 24 et 25 août 1991 dans le Stade olympique national de Tokyo, au Japon. Elle est remportée par l'Américain Carl Lewis qui décroche son troisième titre consécutif dans cette épreuve, et établit un nouveau record du monde en 9 s 86.
En finale, et pour la première fois de l'histoire, six athlètes descendent sous les dix secondes : Leroy Burrell est médaillé d'argent en 9 s 88, Dennis Mitchell médaillé de bronze en 9 s 91, alors que le Britannique Linford Christie et le Namibien Frank Fredericks, respectivement quatrième et cinquième de l'épreuve, établissent de nouveaux records continentaux en respectivement 9 s 92 et 9 s 95. Le Jamaïcain Raymond Stewart, 6e en 9 s 96, établit un nouveau record national.

## Résultats

### Finale
| Rang               | Athlète            | Pays        | Temps   | Notes |
| ------------------ | ------------------ | ----------- | ------- | ----- |
| Médaille d'or      | Carl Lewis         | États-Unis  | 9 s 86  | WR    |
| Médaille d'argent  | Leroy Burrell      | États-Unis  | 9 s 88  | PB    |
| Médaille de bronze | Dennis Mitchell    | États-Unis  | 9 s 91  | PB    |
| 4                  | Linford Christie   | Royaume-Uni | 9 s 92  | AR    |
| 5                  | Frankie Fredericks | Namibie     | 9 s 95  | AR    |
| 6                  | Raymond Stewart    | Jamaïque    | 9 s 96  | NR    |
| 7                  | Robson da Silva    | Brésil      | 10 s 12 |       |
| 8                  | Bruny Surin        | Canada      | 10 s 14 |       |

## Légende
Records et Performances
- AR : Record continental (area record)
- CR : Record des championnats (championship record)
- MR : Record du meeting (meet record)
- NR : Record national (national record)
- OR : Record olympique (olympic record)
- PR : Record paralympique (paralympic record)
- PB : Record personnel (personal best)
- SB : Meilleure performance personnelle de la saison (season's best)
- WL : Meilleure performance mondiale de l'année (world leader)
- WJR : Record du monde junior (world junior record)
- WR : Record du monde (world record)

Circonstances et Conditions
- DNF : N'a pas terminé (did not finish)
- DNS : N'a pas pris le départ (did not start)
- DQ : Disqualification (disqualification)
- NM : Aucun essai valable enregistré (No Mark)
- Q : Qualifié « directement » au prochain tour (ou à la prochaine compétition), lors d'une compétition majeure, grâce au classement ou à la réalisation des minima (automatic qualifier)
- q : Qualifié au prochain tour (ou à la prochaine compétition), lors d'une compétition majeure, grâce au repêchage ou à la réalisation de l'une des meilleures performances parmi celles des « non qualifiés directement » (grâce au meilleur temps ou à la meilleure distance par exemple) (secondary qualifier)